# Ochthoeca nigrita
Az Ochthoeca nigrita a madarak osztályának a verébalakúak (Passeriformes) rendjébe és a királygébicsfélék (Tyrannidae) családjába tartozó faj.

## Rendszerezése
A fajt Philip Lutley Sclater és Osbert Salvin írták le 1871-ben. Egyes szervezetek besorolása szerint a fahéjbegyű rigótirannusz (Ochthoeca cinnamomeiventris) alfaja Ochthoeca cinnamomeiventris nigrita néven.

## Előfordulása
Az Andok hegységben, Venezuela területén honos. A természetes élőhelye szubtrópusi és trópusi hegyi esőerdők, folyók és patakok környékén, valamint erősen leromlott egykori erdők. Állandó, nem vonuló faj.

## Megjelenése
Testhosszúsága 12 centiméter.

## Életmódja
Rovarokkal táplálkozik.

## Természetvédelmi helyzete
Az elterjedési területe kicsi, egyedszáma viszont stabil. A Természetvédelmi Világszövetség Vörös listáján nem fenyegetett fajként szerepel.